# Jonathan de Guzmán
Pour les articles homonymes, voir Guzmán.
Jonathan de Guzmán, né le 13 septembre 1987 à Scarborough au Canada, est un footballeur international néerlandais originaire de Jamaïque par sa mère et des Philippines par son père. Il évolue en tant que milieu offensif au Sparta Rotterdam.
Il est le frère de Julián de Guzmán, international canadien.

## Carrière

### En club
Le 24 février 2013, De Guzmán inscrit un doublé contre Bradford City en finale de la League Cup. De Guzmán remporte la League Cup avec Swansea City.

### En sélection
Jonathan de Guzmán choisit de jouer pour les Pays-Bas en février 2008, juste après avoir obtenu la nationalité néerlandaise (il réside depuis l'âge de ses 12 ans aux Pays-Bas), et de renoncer ainsi à la sélection canadienne.
Il reçoit sa première sélection le 6 février 2013 en amical contre l'Italie.

## Palmarès

### En club
- Feyenoord Rotterdam
  - Vainqueur de la Coupe des Pays-Bas en 2008

- Swansea City
  - Vainqueur de la League Cup en 2013

- SSC Naples
  - Vainqueur de la Supercoupe d'Italie en 2014
- Eintracht Francfort
  - Vainqueur de la Coupe d'Allemagne en 2018

### En sélection
- Pays-Bas
  - Troisième de la Coupe du monde 2014